# 요안니스 카포디스트리아스
요안니스 안토니오스 카포디스트리아스(그리스어: Κόμης Ιωάννης Αντώνιος Καποδίστριας 코미스 이오아니스 안도니오스 카포디스트리아스[*], 이탈리아어: Giovanni Antonio Capodistria Conte Capo d'Istria 조반니 안토니오 카포디스트리아 콘테 카포디스트리아[*], 러시아어: граф Иоанн Каподистрия 그라프 이오안 카포디스트리야[*], 1755년 2월 11일 ~ 1831년 10월 9일)은 러시아 제국의 그리스인 외교관이자 그리스 제1공화국의 초대 대통령이다.

## 생애
이오니아 제도의 케르키라섬에 거주하던 귀족 출신의 부모의 아들로 태어났다. 출생 당시에 케르키라섬은 베네치아 공화국의 지배를 받고 있었다. 그의 조상은 사보이 공국의 군주였던 카를로 에마누엘레 2세로부터 백작 작위를 받았다. 카포디스트리아스라는 성은 카포디스트리아(Capodistria, 현재의 슬로베니아 코페르)라는 도시에서 유래된 이름이다.
이탈리아 파도바 대학교에서 의학, 철학, 법학을 전공했으며 1797년 고향인 케르키라섬에서 의사로 일했다. 1799년 러시아 제국, 오스만 제국이 케르키라섬을 점령한 이후에는 군사 병원 책임자로 임명되었다. 1800년에는 이오니아 제도에 존재했던 오스만 제국의 자치 공화국인 에프타니소스 공화국이 수립된 이후에는 총리를 역임했다. 1803년에는 에프타니소스 공화국의 헌법을 제정하면서 국가 조직을 정비했지만 1807년 이오니아 제도가 프랑스에 편입되면서 에프타니소스 공화국은 소멸되고 만다.
1809년에는 러시아 제국의 황제였던 알렉산드르 1세의 초청을 받으면서 러시아 제국 외무부에서 근무했다. 1813년에는 나폴레옹 보나파르트의 위협에 시달리고 있던 스위스의 안정을 위한 대책을 논의하기도 했다. 카포디스트리아스의 제안에 따라 스위스는 보통 선거에 의한 새 헌법을 제정했고 19개의 주로 구성된 연방제 국가가 되었다.
1815년에 열린 빈 회의에서는 러시아 제국 대표로 참석했다. 유럽 내의 세력 균형을 주장했던 카포디스트리아스는 프랑스가 부르봉가의 왕정 국가로 남아 있어야 한다고 주장했다. 또한 스위스가 영세 중립국으로 공인되는 것을 지지했다. 이러한 경력을 인정받아 1816년부터 1822년까지 러시아 제국의 외무장관을 역임했다.
1822년 그리스 독립 전쟁을 계기로 스위스 제네바로 이주하는 한편 그리스의 독립을 지원하는 조직들을 지원했다. 1827년 4월 그리스로 귀국한 이후에는 그리스 제1공화국의 대통령으로 선출되었다. 그리스의 독립을 지지하는 세력들을 확장하기 위해 유럽 각국을 순회했으며 1828년 1월 나플리오에 상륙했다. 1830년 2월 영국 런던에서 체결된 런던 의정서를 통해 영국, 프랑스, 러시아 제국은 그리스의 독립을 승인했다.
외교 정책에서는 친(親)러시아적인 자세를 견지했다. 또한 국가 정책에서는 정부 기구를 조직하고 국민의 생활 수준을 높이는 한편 국가의 권위를 높이기 위해 전통적인 지방 귀족 출신의 지도자들의 권력을 약화시키는 정책을 시행했다. 그렇지만 자유주의를 억압하고 농민을 소외시키는 정책을 시행해서 그리스에서는 그의 정치에 반대하는 반란이 일어나기도 했다.
1831년 10월 9일에 나플리오에 있는 성 스피리돈 교회에서 콘스탄틴 마브로미할리스와 그의 아들인 게오르기오스 마브로미할리스가 쏜 총에 맞아 암살되었다. 그가 사망한 이후에는 동생인 아브구스티노스 카포디스트리아스가 그리스의 대통령을 역임했지만 6개월 뒤에 바이에른 왕국 출신의 왕자인 오톤이 그리스의 국왕으로 즉위하게 된다.
아테네 대학교는 그를 기념하기 위해 정식 명칭을 아테네 국립 카포디스트리아스 대학교로 명명했다. 1983년부터 2001년까지 발행된 그리스의 500드라크마 지폐에는 그의 초상화가 그려져 있다. 그리스의 20 유로센트 주화에도 그의 초상화가 그려져 있다.